# Ellie Roebuck
Pour les articles homonymes, voir Roebuck.
Ellie Roebuck, née le 23 septembre 1999, est une footballeuse internationale anglaise qui évolue actuellement à Aston Villa au poste de gardienne de but.

## Biographie

### En club
Ellie Roebuck commence le football vers l'âge de 5 ans aux Beighton Magpies, puis au centre d'excellence du Sheffield United vers 12 ans. Elle arrive à Manchester City en 2015, alors qu'elle n'a pas encore terminé ses études. Elle fait ses débuts avec l'équipe première en février 2018 lors du choc de WSL contre Chelsea, en rentrant en jeu à la 3e minute après la blessure de Karen Bardsley, et maintient sa cage inviolée. En 2018-2019, elle remporte la coupe d'Angleterre et la coupe de la Ligue. En 2019-2020, elle devient no 1 dans les cages de Manchester City et remporte le Golden Glove, la récompense de meilleure gardienne de but d'Angleterre.

### En équipe nationale
En octobre 2018, elle est appelée pour la première fois en sélection par Phil Neville. Elle manque cependant la coupe du monde 2019.
Le 15 juin 2022, elle est sélectionnée par Sarina Wiegman pour disputer l'Euro 2022.

## Palmarès

### En équipe nationale
- Angleterre -20 ans :
  - Médaille de bronze à la Coupe du monde 2018

### En club
- Manchester City :
  - Championnat d'Angleterre : 2016
  - Coupe d'Angleterre : 2016-2017, 2018-2019, 2019-2020
  - Coupe de la Ligue anglaise : 2016, 2018-2019

## Distinctions personnelles
- WSL Golden Glove : 2019-2020
- Nommée aux The Best FIFA Awards : 2020